# Vohla (ö i Päijänne-Tavastland)
Vohla är en ö i Finland.   Den ligger i kommunen Asikkala i den ekonomiska regionen  Lahtis ekonomiska region  och landskapet Päijänne-Tavastland, i den södra delen av landet, 110 km norr om huvudstaden Helsingfors. Vohla ligger i sjön Vesijärvi.